# Dasychira malgassica
Dasychira malgassica är en fjärilsart som beskrevs av Sir George Hamilton Kenrick 1914. Dasychira malgassica ingår i släktet Dasychira och familjen tofsspinnare. Inga underarter finns listade i Catalogue of Life.